# 小吻鹦嘴鱼
小吻鹦嘴鱼（学名：Scarus gibbus）为鹦嘴鱼科鹦嘴鱼属的鱼类，俗名鸵背大鹦嘴鱼、青浪、双曼公。分布于印度洋非洲东岸、红海至太平洋中部诸岛海域以及中国南海、台湾海峡等海域，常生活于礁盘附近较深水层中。

## 扩展阅读
維基物種上的相關：小吻鹦嘴鱼